# Klaudia con K
Klaudia con K (Salto, 17 de enero de 1960; Buenos Aires, 5 de marzo de 2015) fue una poeta, actriz y "performer", nacida en Uruguay y radicada en Argentina, que fue figura relevante del under porteño.

## Biografía
Klaudia con K nació en Salto, Uruguay el 17 de enero de 1960, siendo registrada como varón al nacer, bajo el nombre de Juan Ramón. Desde muy chica se travestía y le gustaban los varones. A los 14 años, en 1984, se fue de su casa y emigró a Buenos Aires, porque no quería que su familia sintiera “vergüenza” por su identidad. Para referirse a ella utilizaba gramática femenina y no se definía como "travesti", sino como "ser humano" y "performer".
En Buenos Aires se encontró con un nivel de represión y violencia contra los homosexuales y personas trans que no había en su ciudad natal, siendo detenida varias veces. En 1987, cuando tenía 17 años, fue golpeada brutalmente y violada por la policía.
Consigue trabajo en una restaurante y cuida niños de una amiga. Compra un vestido de odalisca y aprende a bailar danzas árabes, algo con lo que soñaba desde su infancia, y que sería una de sus performances habituales como artista. Comenzó a tomar hormonas y se realizó una operación para ponerse pechos, momento desde el cual tuvo serias dificultades para conseguir empleo. Participa en las murgas de carnaval donde se aceptaba que las travestis y personas trans vistieran ropa "de mujer", utilizando el nombre de Claudia, y bailando también ocasionalmente danzas árabes vestida de odalisca en un local gay.
En 1988 conoció en una murga de carnaval a Batato Barea, quien la invita a participar en sus espectáculos, junto a las amigas con quienes estaba, Carmen Castagnaro, La Pochocha y Lizzie Yohai. Ese mismo año debuta en Las coperas, protagonizada por Batato y Alejandro Urdapilleta, en la que también participaron Fernando Noy, Jorge Gumier Maier, 
La Pochocha y Lizzi Yohai, en Mediomundo Varieté, una salita under que se encontraba en la Avenida Corrientes 1982. El espectáculo tenía como protagonistas a un grupo de "coperas", interpretado por mujeres cis y trans que, según la investigadora Guillermina Bevaqua, "constituían una reivindicación del goce del cuerpo y los festejos de la cultura del bajo fondo porteño". Más o menos de manera simultánea adopta el nombre de Klaudia con K.
En 1989 actúa en dos nuevos espectáculos de Batato Barea": Los papeles heridos de tinta con poemas de Maroso Di Giorgio y Homenaje a Gabriela Mistral. Ese mismo año posa de modelo para un retrato suyo realizado por la pintora Marcia Schvartz. Bevaqua dedica un artículo a los retratos de Batato Barea y Klaudia con K realizados por Schvartz diciendo que:

...se puede reconocer en la obra de Marcia Schvartz el desarraigo de las travestis quienes abandonan (o son expulsadas de) sus hogares tempranamente. Llevando pocas pertenencias, comienzan a transitar pensiones con un ligero equipaje. Desde entonces, no hay objetos materiales de la infancia que acompañen el trayecto, solo deseos y fantasías de un ansiado devenir. Al igual que las travestis que migran hacia un destino incierto, la mayor pertenencia de Klaudia con K fue su cuerpo como un arma política, como herramienta de trabajo y, sobre todo, como territorio de festejo y experimentación. Por ello, su mirada congelada como el movimiento de sus manos en alto se dirige al espectador con cierto sentido de realización personal. Klaudia con K es la protagonista de su propia performance y, en la reiteración de este acto, materializa su corporalidad.

En 1990 participó del estreno de El Método de Juana, con textos de Juana de Ibarbourou, en el Centro Cultural Ricardo Rojas-UBA, junto a Batato, Urdapilleta, Humberto Tortonese, Nené Bache, Lizzie Yohai y Noy, entre otras personas. Simultáneamente con el grupo de Batato, actuó en el estreno de Alfonsina y el Mal, con L de loca y L de luz, sobre textos de Alfonsina Storni, también en el Rojas. Ese mismo año participó como modelo en la obra fotográfica 30 días en la vida de A de Alejandro Kuropatwa y el cortometraje sobre la misma, dirigido por Jorge Caterbona con música de Fito Páez. Siempre en 1990, participó de la primera transmisión experimental del Canal 5 PRONDEC (Programa Nacional de Democratización de la Cultura) desde el Centro Cultural Recoleta.
En abril de 1991 fue parte del elenco del estreno de Las locas que bailan y bailan, con el grupo liderado por Batato. En junio fue violentamente agredida junto con Batato por un sacerdote mediático de apellido Lombardero, debido a una portada en la revista Antena en la que aparecen con sus pechos desnudos, quien invocando La Biblia justificó las torturas que los homosexuales y las travestis sufrían a manos de la policía, llegando a decir que “Yo condeno a muerte a los homosexuales activos y pasivos porque Dios me reveló esto”.
A fin de año, Batato Barea moría sorpresivamente, víctima del sida, con apenas 30 años. Susy Shock diría años después que "Klaudia con K [fue] esa lucesita que Batato nos legó para continuar...". Klaudia con K es convocada entonces a sumarse al grupo performático de Mosquito Sancineto en el Centro Cultural Rojas, quien liderará una movida artística de tipo queer emparentada con la obra de Batato, mediante improvisaciones y fiestas, entre ellas las Fiestas Mayas, donde hacía un streap tease con el himno LGBT "Soy lo que soy", de Sandra Mihanovich.

Desde esta perspectiva de apertura a la desidentidad genérica diseñada por Batato Barea, también se recupera la dramaturgia corporal de Mosquito Sancineto, particularmente en el Match de Improvisación realizado en el Centro Cultural Rojas. De este modo, sin la intensidad de los 80, el perfil institucional del Centro Cultural Rojas continúo a lo largo de la década del noventa. En estos años, se profundizó el interés de la institución de reafirmarse como “laboratorio de la diferencia” (Calzón Flores, 2009), aspecto desarrollado por la labor del Área Queer, en general, y, en particular, por el actor y performer Mosquito Sancineto, quien, desde su androginia, refuncionalizó las matrices de teatralidad
de Batato Barea. A su vez, el Match de improvisación también estaba acompañado por Klaudia con K y Peter Pank como porristas de los equipos de improvisación... Tanto Mosquito Sancineto como Klaudia con K y Peter Pank desarrollaron una desidentidad genérica propia del movimiento del cual emergen que dio como resultado el Match de improvisación, el espacio de consolidación de sus dramaturgias corporales.
Guillermina Bevacqua

En los Match de improvisaciones, Klaudia con K y Peter Pank actuaban de porristas: 

Lo de las porristas era una atracción importante. Le daba otro tinte. Otro texto. Yo refutaba al jurado y hacia escándalo. Yo era la porrista del equipo rojo y Peter Pank del equipo azul. Estaba vestida toda de roja con las porras rojas y Peter de azul. Yo había instalado la pelea. Claro, la rivalidad con la porrista y con el público que alentaba. Entonces yo le decía: „Vamos a jugar a que cuando votan a tu equipo yo te pego‟. Y lo agarraba a Peter del pelo largo, me le tiraba encima, lo acaballaba ¡Y se lo creían! Era la mala y calentona del equipo que no soportaba perder. Y cuando ganaba hacía un escándalo bárbaro también.
Klaudia con K

Ya en el siglo XXI Klaudia se vinculó con Susy Shock quién la convocó a participar en sus Noches Bizarras y, junto a Ezequiel Romero -su pareja performática- también en Las improbables noches, donde leyó sus poesías.

...si Susy Shock encontró en Marlene Wayar “el sentido del taco puesto” —como ella misma suele decir—, la participación de travestis como Klaudia con K, Dominique Sanders y Julia Amore reterritorializaron las demandas y agenda del colectivo de travestís a Giribone en general, y a Las noches bizarras, en particular... en Las noches bizarras aconteció una poética artivista, es decir, un cruce intenso entre el activismo y el arte en el que, recuperando procedimientos del viejo varieté, se reactualizaron prácticas escénicas con las que travestis y maricas transformistas performatearon escenarios desde antaño.
Guillermina Bevacqua

En 2008 publicó su primer libro de poesía, Poemas para voz/s.
En 2009 y años siguientes actúa en los festivales Destravarte, que comenzó a organizar Sancineto.
En 2010, en ocasión del 200 aniversario de la Revolución de Mayo, fue convocada desde el espacio Sociología Contraataca, de la carrera de Sociología de la Universidad de Buenos Aires (UBA) para realizar una performance que tituló BI-ZEN-TE-NARIO!? En el curso de la misma leyó sus poemas y fue modelo para resignificar el escudo de la UBA diseñado en 1921, reemplazando a la mujer presente en el mismo:

Claudia con K estuvo en Sociales hace varios meses e imitando a la modelo de 1921 leyó unos poemas en nuestros pasillos. Un registro de aquel momento hoy nos posibilita intercambiar cuerpos -legítimos y no legítimos, contestatarios, resistentes-, en nuestro propio logo iconizado y hacemos extensiva la intervención sobre el Logo Mayor preguntándonos también por quienes forman parte del relato nacional cotidiano y sobre el bicentenario.

En 2012 publicó su segundo libro de poemas, Anal*Isis, al que le siguió Ciudad*anos en 2014, este último con un ensayo sobre la autora escrito por Guillermina Bevacqua, titulado “Improbables escrituras con K pero de Klaudia con K”.
El 5 de marzo de 2015 falleció a los 55 años, debido principalmente "a la vulnerabilidad de su existencia, la falta de protección estatal y atención médica".
En 2021 el Parque de la Memoria presentó una exposición titulada Inventar a la intemperie. Desobediencias sexuales e imaginación política en el arte contemporáneo, en la que fue incluida su obra.

## Performances
- Las coperas, 1988. Teatro.
- Los papeles heridos de tinta, 1989. Teatro.
- Homenaje a Gabriela Mistral, 1989. Teatro.
- Modelo del retrato Claudia con K de Marcia Schvartz, 1989. Pintura.
- El Método de Juana, 1990. Teatro.
- Alfonsina y el Mal, con L de loca y L de luz, 1990. Teatro.
- Modelo de la obra fotográfica 30 días en la vida de A de Alejandro Kuropatwa y del cortometraje sobre la misma dirigido por Jorge Caterbona, 1990. Fotografía y cine.
- Escándalos / Estreno, 1990. Teatro.
- Match de Improvisación, Década de 1990. Teatro.
- Fiestas Mayas, 1993 y ss. Teatro.
- Noches Bizarras, década de 2000. Teatro.
- Las improbables noches, década de 2000. Teatro.
- Festival Destravarte, 2009-2014. Teatro.
- BI-ZEN-TE-NARIO!?, 2010. Teatro.

## Obra literaria
- Poemas para voz/s (2008). Milena Caserola.
- Anal*Isis (2012). Buenos Aires: Milena Caserola.
- Ciudad*anos (2014). Buenos Aires: Milena Caserola.